# St. Cyriakus (Ettischleben)

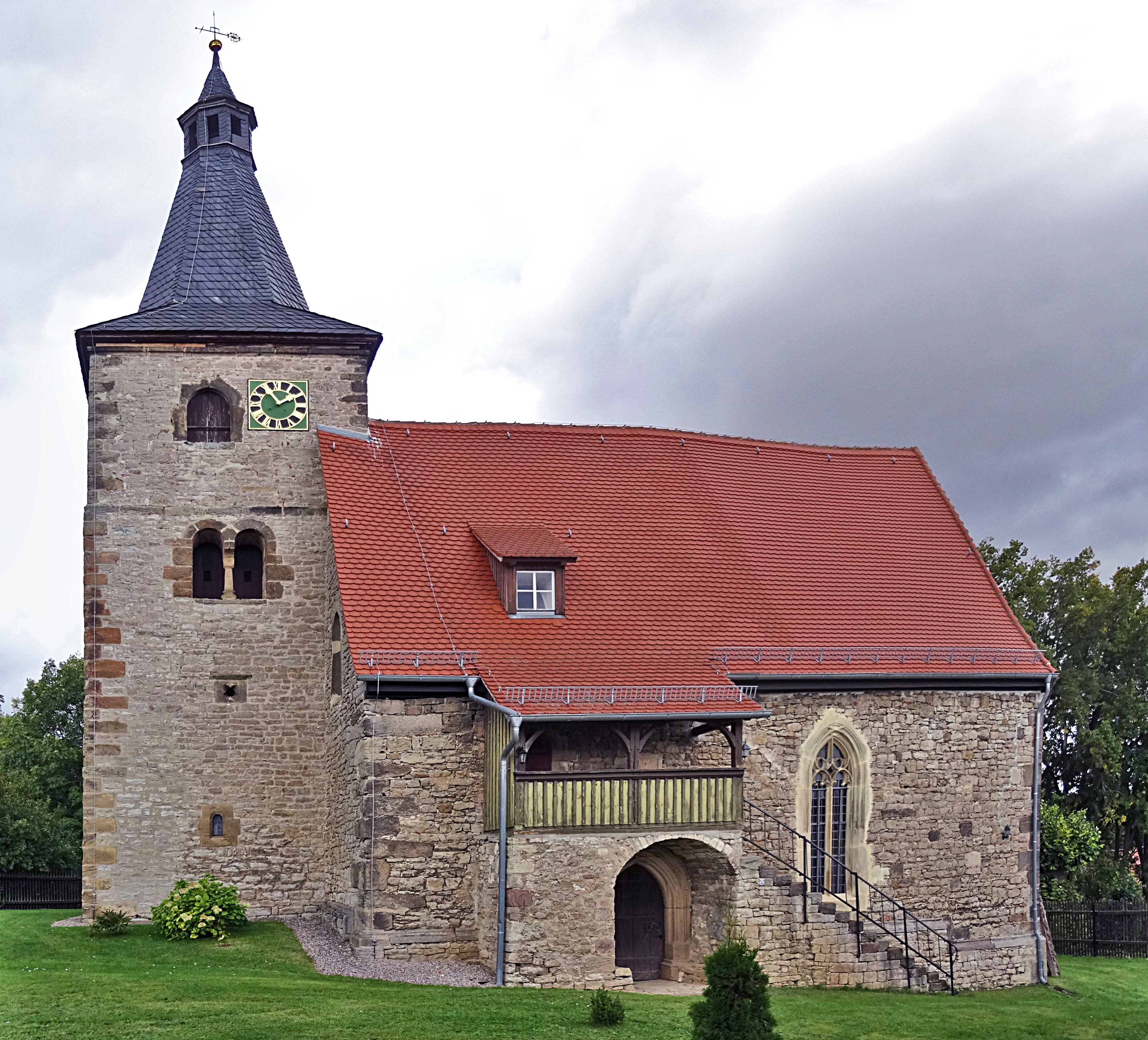
St. Cyriakus, Ettischleben

Die evangelische Dorfkirche St. Cyriakus steht im Ortsteil Ettischleben der Stadt Arnstadt im Ilm-Kreis in Thüringen. Sie gehört zum Evangelisch-Lutherischen Kirchengemeindeverband Elxleben-Witzleben im Kirchenkreis Arnstadt-Ilmenau der Evangelischen Kirche in Mitteldeutschland.

## Geschichte
Die romanische Dorfkapelle aus dem 12. Jahrhundert wurde 1508 zur heutigen Gestalt umgebaut. Spätgotisch gestaltet sind die Holzemporen, ebenso das Chorfenster.
2001 wurde der Kirchturm mit Schiefer gedeckt.